# 1353
سنة 1353 كانت سنة بسيطة تبدأ يوم الثلاثاء (الرابط يظهر نموذج التقويم الكامل للسنة) من التقويم اليولياني. وقد كانت سنة في القرن الرابع عشر.

## أحداث
- 31 أكتوبر: تأسيس مدينة أولشتين وتقع حاليا في بولندا.

## وفيات
- ابن الكتبي
- سيميون إيفانوفيتش